# Louis Perrée (escrime)
Pour les articles homonymes, voir Louis Perrée.
Louis Léonce Théophile Perrée, né le 25 mars 1871 à Paris (3e arrondissement) et mort le 1er mars 1924 à Ivry-la-Bataille (Eure), est un escrimeur français maniant l'épée.

## Carrière
Louis Perrée participe à l'épreuve individuelle d'épée lors des Jeux olympiques d'été de 1900 à Paris et remporte la médaille d'argent. Il concourt aussi dans l'épreuve d'épée de maîtres d'armes et d'amateurs mais ne termine pas sur le podium.